# P-64 (航空機)
P-64
飛行するP-64(撮影時不詳)
- 用途：戦闘機、高等練習機[1]
- 分類：陸上戦闘機
- 製造者：ノースアメリカン・エイヴィエーション社
- 運用者

  -  ペルー（ペルー空軍）
  -  アメリカ合衆国（アメリカ陸軍航空軍）
- 初飛行：

  - 1939年5月（NA-50）
  - 1940年9月1日（NA-68）[1]
- 生産数：13機（NA-50:7機、NA-68:6機）
- 運用開始：1941年
- 退役：1950年（ペルー空軍）
- 運用状況：退役

P-64（North American P-64 ）は、ノースアメリカン社が製造した1930年代後期における輸出用戦闘機のアメリカ陸軍での呼称。社内呼称はNA-50やNA-68。

## 概要
ノースアメリカン社は1937年、ベストセラーとなった練習機T-6テキサンをベースにした単座全金属製引込脚の簡易型戦闘機を開発した（社内呼称モデルNA-50）。NA-50はペルー空軍に7機輸出され、1941年の同国とエクアドルとの紛争に参加している。ちなみにNA-50は、ノースアメリカン社が開発した戦闘機第1号であった。
1939年12月、NA-50を審査したタイ王国空軍は、NA-50の2門の7.7mm機銃に加え主翼に20mm機関砲を懸架した重武装型NA-68を6機発注した。NA-68は1940年に輸出されるはずだったが、東南アジアに影響力を拡大しつつあった日本軍の手に落ちることを懸念したアメリカ政府は、直前に同機の輸出を禁止し、自ら入手してP-64という名を与えた。アメリカ陸軍におけるP-64は、武装を撤去して高等練習機として使用された。その後1943年にはRP-64と改名して、連絡任務に使用された。シリアルは41-19082～19087である。

## スペック
（P-64（NA-68））
- 乗員：1名[2]
- 全長：8.22 m[2]
- 全幅：11.35 m[2]
- 全高：2.74 m[2]
- 主翼面積：21.1 m2
- 自重：2,114 kg[2]
- 全備重量：2,717 kg[2]
- 最大離陸重量：3,080 kg
- 動力：ライト R-1820-77空冷星型9気筒×1[2]
- 出力：870 hp[2]
- 最大速度：435 km/h[2]
- 航続距離：1,014 km[2]または1,550 km[1]
- 実用上昇限度：8,400 m
- 武装：7.62 mm 機関銃 ×2、20mm 機関砲 ×2、爆弾 249kg[2]

## 現存する機体
| 型名               | 番号                      | 機体写真 | 所在地                    | 所有者                                                               | 公開状況 | 状態     | 備考 |
| ------------------ | ------------------------- | -------- | ------------------------- | -------------------------------------------------------------------- | -------- | -------- | --- |
| P-64/NA-50         | XXI-41-3 50-950           | 写真     | ペルー リマ               | ラス・パルマス空軍基地                                               | 公開     | 修理中   | 空軍基地の屋外公開スペースで展示されていたが、2018年より基地で飛行可能にするための修理が屋内で行われている。 |
| P-64/NA-68A        | 41-19085 68-3061 N840     | 写真     | アメリカ ウィスコンシン州 | EAA航空博物館                                                        | 公開     | 飛行可能 | |
| 改造機・レプリカ   |                           |          |                           |                                                                      |          |          | |
| SNJ-4              | 27549 N80714              | 写真     | アメリカ コロラド州       | ノースアメリカン・ウォーバーズ合名会社 (North American Warbirds LLC) | 非公開   | 飛行可能 | |
| SNJ-4 AT-6         | 27560 N30CE 88-12956      | 写真     | タイ バンコク             | タンゴ飛行隊 (Tango Squadron) (所在:ドンムアン空港)                  | 公開     | 静態展示 | |
| ハーヴァード Mk.IV | 20257 CCF-4-048 N98474    | 写真     | アメリカ テネシー州       | ベリー・ダレル氏 (Berry Darrel)                                      | 非公開   | 飛行可能 | |
| ハーヴァード Mk.IV | 20470 CCF-4-261 N202LD    | 写真     | アメリカ オレゴン州       | R&Lウェストグループ合名会社 (R&L West Group LLC)                     | 非公開   | 飛行可能 | |
| ハーヴァード Mk.IV | 82653 N510TQ              |          | アメリカ フロリダ州       | ハマー航空4社 (Hammer Aviation IV LLC)                               | 非公開   | 飛行可能 | |
| AT-6               | N50MQ                     |          | アメリカ オレゴン州       | F1システムズ社 (F 1 Systems Inc.)                                    | 非公開   | 飛行可能 | |
| T-6                | N250NA                    |          | アメリカ テキサス州       | ルイス・エア・レジェンズ                                             | 公開     | 飛行可能 | |
| T-6G               | 182-54 SA-30 51-14 F-AZHD |          | フランス エソンヌ県       | 友情ジャン=バプティスト・サリス財団                                  | 非公開   | 飛行可能 | |